# مبيعات المدفوعات المحتملة
في التعاملات التجارية، تحدث غالبًا معاملة تتضمن متغيرات تستند إلى أحداث مستقبلية صعبة التأكيد (فمثلاً: يمكن لشركة أن تبيع كمية من الأسهم بجانب نسبة من صافي أرباح الشركة.)  ولأن هذه العمليات مرهونة بمدفوعات تحدث في المستقبل ولا يمكن أيضًا تحديد سعر البيع الكلي حتى نهاية السنة الضريبية لعملية البيع، فهي تُعرف باسم مبيعات المدفوعات المحتملة. ونتيجةً لحالة عدم التأكد التي تحيط الكميات النهائية لهذه العمليات، يصبح تقييمها بغرض الالتزامات الضريبية أمرًا صعبًا.

## طرق حوسبة الالتزام الضريبي للمبيعات المحتملة
- أقصى سعر للبيع:

إن أمكن تحديد أقصى كمية من المبيعات في نفس السنة التي تحدث فيها بواسطة افتراض تلاقي جميع الاحتمالات، فمن الممكن حينها حساب السعر بطريقة مشابهة لطريقة تقسيط المبيعات.  وفي حالة تخفيض الكمية في السنوات التالية، يتم إعادة حوسبة الصيغة وفقًا للتخفيض.
- الفترة الثابتة:

إن لم يتم تحديد أقصى سعر للبيع، وثبتت الفترة التي يمكن استلام المدفوعات فيها، يُسترد أساس البائع نسبيًا خلال الفترة التي يمكن أن تُستلم فيها المدفوعات بموجب العقد.
- فإذا لم يحدد الاتفاق أقصى سعر معلن أو يقصُر المدفوعات على فترة ثابتة، تُثار التساؤلات حول مدى واقعية عملية البيع.[4]

## مثال في التمويل
- قضية حيازة شركة جينرال ميلز (General Mills):

أصل المعاملة
سعيًا وراء إحداث زخم تنموي، قامت شركة جينرال ميلز بدراسة مناطق النمو المحتمل
ومواضع تحقيق القيمة في ربيع عام 1998؛ وقد أدى ذلك إلى قيامها ببعض عمليات الحيازة الصغيرة وتقبلها
لاقتراحات الحيازة التي قدمتها الشركة. وفي أول عام 2000، اقترح الاستشاريون الماليون بالشركة
أنه ربما تكون شركة دياجو (Diageo) مهتمة ببيع بيلسبري (Pillsbury)، وذلك حتى تركز شركة دياجو جهودها فقط
في تجارة المشروبات، وفي نفس الوقت ربما تساهم شركة بيلسبري في توسيع أعمال شركة جينرال ميلز القائمة. وفي
شهر مارس لعام 2000، اتصل المدير التنفيذي للعمليات بشركة دياجو برئيس شركة جينرال ميلز وبالمدير التنفيذي لها 
لاكتشاف إمكانية بيع بيلسبري. وقدمت شركة جينرال ميلز لشركة دياجو شروطها المقترحة للصفقة في
شهر يونية لعام 2000—وكان مجموع المدفوعات المقترحة عشرة مليارات دولار. واقترحت شركة دياجو أن يكون سعر الطلب 
10.5 مليار دولار. وبدا أن الطرفين لن يتفاوضا في أكثر من ذلك، وبدا الأمر كما لو كانت المفاوضات في طريقها
للانهيار. فلم ترغب شركة جينرال ميلز في إصدار أكثر من ثلث أسهمها بعد العملية لصالح شركة
دياجو، واعتقدت أن أسهمها كانت تُقدر بأقل من قيمتها قي سوق الأوراق المالية. بينما اعتقدت شركة دياجو
أنه من الضروري تقييم أسهم شركة جينرال ميلز بأسعار التداول الحالية. وفي محاولة لبناء جسور
التفاهم، اتفقت الشركتان على أن تتضمن شروط الصفقة شرط
المدفوع المحتمل في العام الأول للعملية، ويعتمد هذا المدفوع على سعر سهم
شركة جينرال ميلز. وقال جايمس لورانس (James Lawrence)، المدير المالي التنفيذي بشركة جينرال ميلز: "إننا نؤمن بشدة
أن هذه الطريقة هي المُثلى التي تُمكِّنهم من الحصول على الكعكة وتُمكِّننا من أكلها أيضًا. ولا يوجد
أي شك في ذهني، أنه في حالة غياب هذه الآلة لما كنا توصلنا لإتمام هذه الصفقة."
وأضاف دايفد فان بينشوتن، أمين صندوق شركة جينرال ميلز، أن المدفوع المحتمل كان مثالاً
آخر على "تطور استخدام عنصر [الخيارات] في السنوات العشرين الأخيرة منذ أن أصبح التمويل
واضحًا وقادرًا على العمل مع هياكل الخيارات."